# Crossostylis dimera
Crossostylis dimera är en tvåhjärtbladig växtart som beskrevs av Ding Hou. Crossostylis dimera ingår i släktet Crossostylis, och familjen Rhizophoraceae. Inga underarter finns listade i Catalogue of Life.